# Milan-San Remo 2012
La 103e édition de Milan-San Remo a eu lieu le 17 mars 2012. Il s'agit de la 4e épreuve de l'UCI World Tour 2012.
La course est remportée par l'Australien Simon Gerrans (GreenEDGE). Il s'impose lors d'un sprint à trois devant le Suisse Fabian Cancellara (RadioShack-Nissan), vainqueur en 2008 et déjà deuxième en 2011, et l'Italien Vincenzo Nibali (Liquigas-Cannondale). Il s'agit de la deuxième victoire australienne consécutive sur la classique.
Grâce à sa victoire, Gerrans, déjà vainqueur du Tour Down Under en début de saison prend la tête du classement World Tour.

## Présentation

### Parcours
Long de 298 km, le parcours est identique à celui de ces dernières années,.

### Équipes
L'organisateur RCS Sport a communiqué la liste des équipes invitées le 10 janvier 2012. 25 équipes participent à ce Milan-San Remo - 18 ProTeams et 7 équipes continentales professionnelles :
| Nom de l'équipe         | Pays        | Code |
| ----------------------- | ----------- | ---- |
| AG2R La Mondiale        | France      | ALM  |
| Astana                  | Kazakhstan  | AST  |
| BMC Racing              | États-Unis  | BMC  |
| Euskaltel-Euskadi       | Espagne     | EUS  |
| FDJ-BigMat              | France      | FDJ  |
| Garmin-Barracuda        | États-Unis  | GRM  |
| GreenEDGE               | Australie   | GEC  |
| Katusha                 | Russie      | KAT  |
| Lampre-ISD              | Italie      | LAM  |
| Liquigas-Cannondale     | Italie      | LIQ  |
| Lotto-Belisol           | Belgique    | LTB  |
| Movistar                | Espagne     | MOV  |
| Omega Pharma-Quick Step | Belgique    | OPQ  |
| Rabobank                | Pays-Bas    | RAB  |
| RadioShack-Nissan       | Luxembourg  | RNT  |
| Saxo Bank               | Danemark    | SAX  |
| Sky                     | Royaume-Uni | SKY  |
| Vacansoleil-DCM         | Pays-Bas    | VCD  |

| Nom de l'équipe           | Pays        | Code |
| ------------------------- | ----------- | ---- |
| Acqua & Sapone            | Italie      | ASA  |
| Colnago-CSF Inox          | Irlande     | COG  |
| Colombia-Coldeportes      | Colombie    | COL  |
| Farnese Vini-Selle Italia | Royaume-Uni | FAR  |
| Project 1t4i              | Pays-Bas    | PRO  |
| Type 1-Sanofi             | États-Unis  | TT1  |
| Utensilnord Named         | Irlande     | UNA  |

### Favoris
Les sprinteurs feront une nouvelle fois partie des favoris. Ainsi, on retrouvera le champion du monde Mark Cavendish (Sky), le tenant du titre Matthew Goss (GreenEDGE), Manuel Belletti (AG2R La Mondiale), Borut Božič (Astana), Sacha Modolo (Colnago-CSF Inox), Tyler Farrar et Heinrich Haussler (Garmin-Barracuda), le triple vainqueur Óscar Freire (Katusha), Alessandro Petacchi et Grega Bole (Lampre-ISD), André Greipel et Gregory Henderson (Lotto-Belisol), Tom Boonen (Omega Pharma-Quick Step), John Degenkolb (Project 1t4i), Matti Breschel (Rabobank) et Daniele Bennati (RadioShack-Nissan).
Mais, de nombreux autres coureurs viseront la victoire. Ce sera le cas du duo Vincenzo Nibali et Peter Sagan (Liquigas-Cannondale), mais aussi de Alessandro Ballan (BMC Racing), Fabio Duarte (Colombia-Coldeportes), Filippo Pozzato et Oscar Gatto (Farnese Vini-Selle Italia), Damiano Cunego (Lampre-ISD), Giovanni Visconti (Movistar), Fabian Cancellara (RadioShack-Nissan), Edvald Boasson Hagen (Sky), Marco Marcato et Björn Leukemans (Vacansoleil-DCM).

## Récit de la course

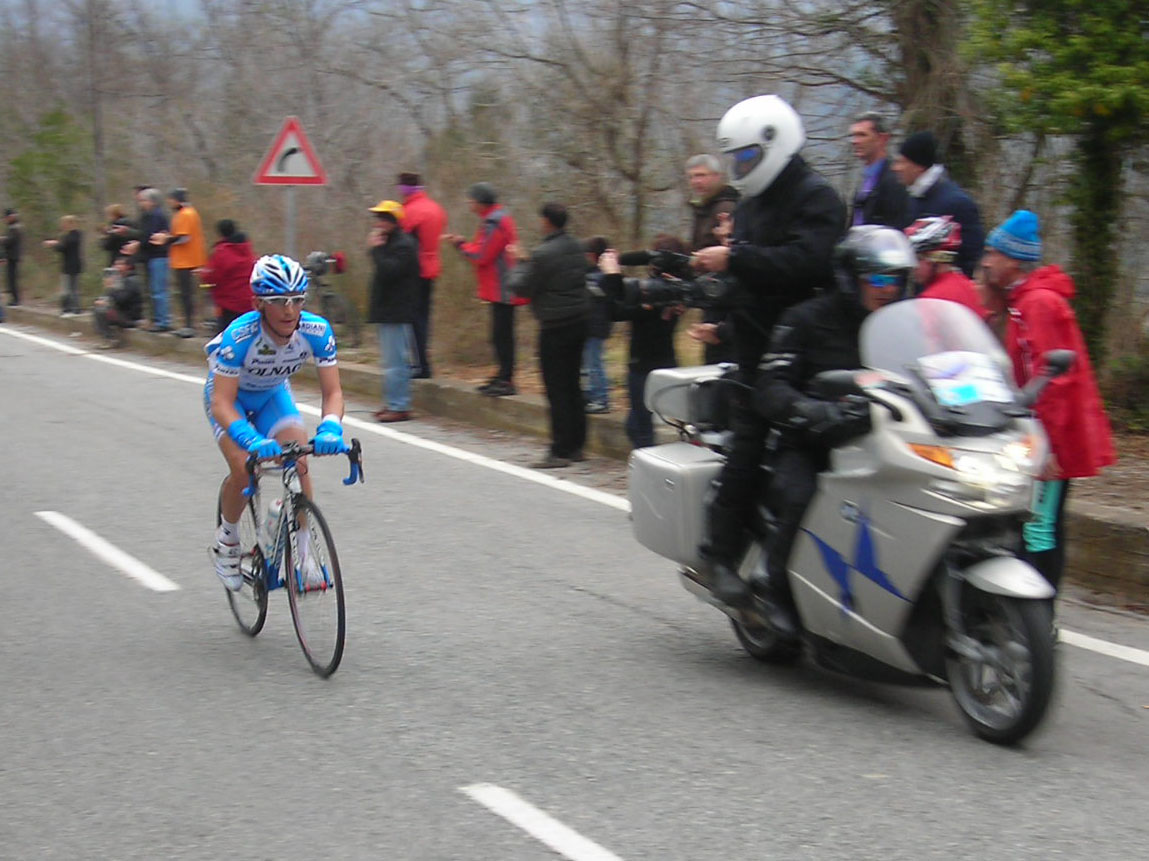
Angelo Pagani, premier en haut du col de la Manie lors de cette édition 2012 de Milan-San Remo.

Après 21 kilomètres de course, neuf hommes s'échappent, il s'agit des Italiens Angelo Pagani (Colnago-CSF Inox) et Pierpaolo De Negri (Farnese Vini-Selle Italia), du Kazakh Dmitriy Gruzdev (Astana), du Colombien Juan Pablo Suárez (Colombia-Coldeportes), du Danois Michael Mørkøv (Saxo Bank), de l'Espagnol Juan José Oroz (Euskaltel-Euskadi), du Moldave Oleg Berdos (Utensilnord Named), du Norvégien Vegard Stake Laengen (Type 1-Sanofi) et du Chinois Ji Cheng (Project 1t4i). Ils compteront un maximum de 14 minutes d'avance à 220 kilomètres de l'arrivée.
Dans l'ascension du col de la Manie, sous l'impulsion des coureurs de l'équipe Liquigas-Cannondale, de nombreux coureurs se retrouvent distancés dont notamment le champion du Monde Mark Cavendish (Sky) ou encore l'Américain Tyler Farrar (Garmin-Barracuda). Le Colombien Carlos Quintero (Colombia-Coldeportes) est victime d'une lourde chute dans la descente de la Manie, il souffrira d'une commotion cérébrale.
A 56 kilomètres de l'arrivée, l’échappée matinale est reprise par le peloton sous l'impulsion des équipes BMC Racing et Omega Pharma-Quick Step. 
Dans la Cipressa, Johnny Hoogerland (Vacansoleil-DCM) et Patxi Vila (Utensilnord Named) passent à l'offensive tandis que dans le groupe des favoris Philippe Gilbert (BMC Racing) est impliqué dans une chute qui lui retire ses chances de victoires. 
Dans le Poggio, ce sont Valerio Agnoli (Liquigas-Cannondale) et Ángel Madrazo (Movistar) qui tentent leurs chances mais au sommet Vincenzo Nibali (Liquigas-Cannondale) place un violent contre que seuls Simon Gerrans (GreenEDGE) et Fabian Cancellara (RadioShack-Nissan) peuvent suivre. Cancellara assure l'essentiel jusqu’à l'arrivée pour éviter le retour des poursuivants, Gerrans le déborde dans les derniers mètres pour s'adjuger la Primavera.

## Classement final
|    | Coureur           | Équipe                    |    | Temps           | Points UCI |
| -- | ----------------- | ------------------------- | -- | --------------- | ---------- |
| 1  | Simon Gerrans     | GreenEDGE                 | en | 6 h 59 min 24 s | 100        |
| 2  | Fabian Cancellara | RadioShack-Nissan         | +  | 0 s             | 80         |
| 3  | Vincenzo Nibali   | Liquigas-Cannondale       |    | 0 s             | 70         |
| 4  | Peter Sagan       | Liquigas-Cannondale       |    | 2 s             | 60         |
| 5  | John Degenkolb    | Project 1t4i              |    | 2 s             | -          |
| 6  | Filippo Pozzato   | Farnese Vini-Selle Italia |    | 2 s             | -          |
| 7  | Óscar Freire      | Katusha                   |    | 2 s             | 30         |
| 8  | Alessandro Ballan | BMC Racing                |    | 2 s             | 20         |
| 9  | Daniel Oss        | Liquigas-Cannondale       |    | 2 s             | 10         |
| 10 | Daniele Bennati   | RadioShack-Nissan         |    | 2 s             | 4          |

## Liste des participants
- Liste de départ complète

| Légende | Légende                                                      | Légende | Légende                                          |
| ------- | ------------------------------------------------------------ | ------- | ------------------------------------------------ |
| Num     | Dossard de départ porté par le coureur sur ce Milan-San Remo | Pos     | Position à l'arrivée de la course                |
| NP      | Indique un coureur qui n'a pas pris le départ de la course   | AB      | Indique un coureur qui n'a pas terminé la course |
| HD      | Indique un coureur qui a terminé la course hors des délais   |         |                                                  |

| GreenEDGE GEC | GreenEDGE GEC                              | GreenEDGE GEC |
| ------------- | ------------------------------------------ | ------------- |
| Num           | Coureur                                    | Pos           |
| 1             | Matthew Goss (AUS)                         | 15e           |
| 2             | Stuart O'Grady (AUS)                       | AB            |
| 3             | Sebastian Langeveld (NED)                  | 40e           |
| 4             | Simon Gerrans (AUS) → Champion d'Australie | 1er           |
| 5             | Baden Cooke (AUS)                          | 94e           |
| 6             | Tomas Vaitkus (LTU)                        | AB            |
| 7             | Svein Tuft (CAN) → Champion du Canada      | AB            |
| 8             | Matthew Wilson (AUS)                       | AB            |

| Acqua & Sapone ASA | Acqua & Sapone ASA      | Acqua & Sapone ASA |
| ------------------ | ----------------------- | ------------------ |
| Num                | Coureur                 | Pos                |
| 11                 | Claudio Corioni (ITA)   | AB                 |
| 12                 | Carlos Betancur (COL)   | AB                 |
| 13                 | Danilo Di Luca (ITA)    | 63e                |
| 14                 | Paolo Ciavatta (ITA)    | AB                 |
| 15                 | Francesco Ginanni (ITA) | AB                 |
| 16                 | Francesco Reda (ITA)    | 35e                |
| 17                 | Danilo Napolitano (ITA) | AB                 |
| 18                 | Fabio Taborre (ITA)     | AB                 |

| AG2R La Mondiale ALM | AG2R La Mondiale ALM    | AG2R La Mondiale ALM |
| -------------------- | ----------------------- | -------------------- |
| Num                  | Coureur                 | Pos                  |
| 21                   | Manuel Belletti (ITA)   | 130e                 |
| 22                   | Maxime Bouet (FRA)      | 117e                 |
| 23                   | Kristof Goddaert (BEL)  | 146e                 |
| 24                   | Sébastien Hinault (FRA) | 145e                 |
| 25                   | Lloyd Mondory (FRA)     | 128e                 |
| 26                   | Matteo Montaguti (ITA)  | 71e                  |
| 27                   | Rinaldo Nocentini (ITA) | 39e                  |
| 28                   | Christophe Riblon (FRA) | 56e                  |

| Astana AST | Astana AST              | Astana AST |
| ---------- | ----------------------- | ---------- |
| Num        | Coureur                 | Pos        |
| 31         | Borut Božič (SLO)       | 82e        |
| 32         | Enrico Gasparotto (ITA) | AB         |
| 33         | Francesco Gavazzi (ITA) | 29e        |
| 34         | Jacopo Guarnieri (ITA)  | 17e        |
| 35         | Maxim Iglinskiy (KAZ)   | AB         |
| 36         | Dmitriy Gruzdev (KAZ)   | 120e       |
| 37         | Dmitriy Muravyev (KAZ)  | 47e        |
| 38         | Simone Ponzi (ITA)      | 42e        |

| BMC Racing BMC | BMC Racing BMC                                | BMC Racing BMC |
| -------------- | --------------------------------------------- | -------------- |
| Num            | Coureur                                       | Pos            |
| 41             | Philippe Gilbert (BEL) → Champion de Belgique | 87e            |
| 42             | Alessandro Ballan (ITA)                       | 8e             |
| 43             | George Hincapie (USA)                         | 33e            |
| 44             | Marcus Burghardt (GER)                        | 90e            |
| 45             | Taylor Phinney (USA)                          | 113e           |
| 46             | Manuel Quinziato (ITA)                        | 95e            |
| 47             | Michael Schär (SUI)                           | 89e            |
| 48             | Greg Van Avermaet (BEL)                       | 69e            |

| Colombia-Coldeportes COL | Colombia-Coldeportes COL  | Colombia-Coldeportes COL |
| ------------------------ | ------------------------- | ------------------------ |
| Num                      | Coureur                   | Pos                      |
| 51                       | Fabio Duarte (COL)        | 127e                     |
| 52                       | Jeffry Romero (COL)       | 121e                     |
| 53                       | Juan Pablo Forero (COL)   | 123e                     |
| 54                       | Frank Osorio (COL)        | AB                       |
| 55                       | Luis Felipe Laverde (COL) | AB                       |
| 56                       | Víctor Hugo Peña (COL)    | AB                       |
| 57                       | Carlos Quintero (COL)     | AB                       |
| 58                       | Juan Pablo Suárez (COL)   | 97e                      |

| Colnago-CSF Inox COG | Colnago-CSF Inox COG     | Colnago-CSF Inox COG |
| -------------------- | ------------------------ | -------------------- |
| Num                  | Coureur                  | Pos                  |
| 61                   | Sacha Modolo (ITA)       | 24e                  |
| 62                   | Marco Canola (ITA)       | AB                   |
| 63                   | Enrico Battaglin (ITA)   | AB                   |
| 64                   | Paolo Locatelli (ITA)    | AB                   |
| 65                   | Angelo Pagani (ITA)      | AB                   |
| 66                   | Marco Coledan (ITA)      | 147e                 |
| 67                   | Filippo Savini (ITA)     | AB                   |
| 68                   | Gianluca Brambilla (ITA) | 44e                  |

| Euskaltel-Euskadi EUS | Euskaltel-Euskadi EUS | Euskaltel-Euskadi EUS |
| --------------------- | --------------------- | --------------------- |
| Num                   | Coureur               | Pos                   |
| 71                    | Gorka Verdugo (ESP)   | 37e                   |
| 72                    | Ion Izagirre (ESP)    | 85e                   |
| 73                    | Mikel Landa (ESP)     | 133e                  |
| 74                    | Pablo Urtasun (ESP)   | 132e                  |
| 75                    | Egoi Martínez (ESP)   | 34e                   |
| 76                    | Rubén Pérez (ESP)     | 134e                  |
| 77                    | Juan José Oroz (ESP)  | AB                    |
| 78                    | Amets Txurruka (ESP)  | AB                    |

| Farnese Vini-Selle Italia FAR | Farnese Vini-Selle Italia FAR | Farnese Vini-Selle Italia FAR |
| ----------------------------- | ----------------------------- | ----------------------------- |
| Num                           | Coureur                       | Pos                           |
| 81                            | Filippo Pozzato (ITA)         | 6e                            |
| 82                            | Oscar Gatto (ITA)             | 14e                           |
| 83                            | Luca Mazzanti (ITA)           | 144e                          |
| 84                            | Kevin Hulsmans (BEL)          | 93e                           |
| 85                            | Diego Caccia (ITA)            | 143e                          |
| 86                            | Pierpaolo De Negri (ITA)      | 102e                          |
| 87                            | Francesco Failli (ITA)        | 49e                           |
| 88                            | Elia Favilli (ITA)            | 66e                           |

| FDJ-BigMat FDJ | FDJ-BigMat FDJ           | FDJ-BigMat FDJ |
| -------------- | ------------------------ | -------------- |
| Num            | Coureur                  | Pos            |
| 91             | William Bonnet (FRA)     | 77e            |
| 92             | Steve Chainel (FRA)      | 80e            |
| 93             | Anthony Geslin (FRA)     | 27e            |
| 94             | Matthieu Ladagnous (FRA) | 70e            |
| 95             | Arnaud Gérard (FRA)      | 129e           |
| 96             | Gabriel Rasch (NOR)      | AB             |
| 97             | Dominique Rollin (CAN)   | 53e            |
| 98             | Arthur Vichot (FRA)      | 86e            |

| Garmin-Barracuda GRM | Garmin-Barracuda GRM                            | Garmin-Barracuda GRM |
| -------------------- | ----------------------------------------------- | -------------------- |
| Num                  | Coureur                                         | Pos                  |
| 101                  | Tyler Farrar (USA)                              | 109e                 |
| 102                  | Murilo Fischer → Champion du Brésil             | 114e                 |
| 103                  | Heinrich Haussler (AUS)                         | 68e                  |
| 104                  | Andreas Klier (GER)                             | 99e                  |
| 105                  | Robert Hunter (RSA) → Champion d'Afrique du Sud | 105e                 |
| 106                  | David Millar (GBR)                              | 112e                 |
| 107                  | Fabian Wegmann (GER)                            | 107e                 |
| 108                  | Johan Vansummeren (BEL)                         | 81e                  |

| Katusha KAT | Katusha KAT                                    | Katusha KAT |
| ----------- | ---------------------------------------------- | ----------- |
| Num         | Coureur                                        | Pos         |
| 111         | Óscar Freire (ESP)                             | 7e          |
| 112         | Xavier Florencio (ESP)                         | 11e         |
| 113         | Vladimir Gusev (RUS)                           | AB          |
| 114         | Eduard Vorganov (RUS)                          | 100e        |
| 115         | Ángel Vicioso (ESP)                            | 38e         |
| 116         | Simon Špilak (SLO)                             | AB          |
| 117         | Luca Paolini (ITA)                             | 12e         |
| 118         | Alexander Kristoff (NOR) → Champion de Norvège | 131e        |

| Lampre-ISD LAM | Lampre-ISD LAM                          | Lampre-ISD LAM |
| -------------- | --------------------------------------- | -------------- |
| Num            | Coureur                                 | Pos            |
| 121            | Alessandro Petacchi (ITA)               | AB             |
| 122            | Grega Bole (SLO) → Champion de Slovénie | AB             |
| 123            | Daniele Righi (ITA)                     | 149e           |
| 124            | Davide Cimolai (ITA)                    | 59e            |
| 125            | Danilo Hondo (GER)                      | 58e            |
| 126            | Damiano Cunego (ITA)                    | 43e            |
| 127            | Diego Ulissi (ITA)                      | AB             |
| 128            | Davide Viganò (ITA)                     | AB             |

| Liquigas-Cannondale LIQ | Liquigas-Cannondale LIQ                   | Liquigas-Cannondale LIQ |
| ----------------------- | ----------------------------------------- | ----------------------- |
| Num                     | Coureur                                   | Pos                     |
| 131                     | Vincenzo Nibali (ITA)                     | 3e                      |
| 132                     | Peter Sagan (SVK) → Champion de Slovaquie | 4e                      |
| 133                     | Valerio Agnoli (ITA)                      | 73e                     |
| 134                     | Maciej Bodnar (POL)                       | AB                      |
| 135                     | Paolo Longo Borghini (ITA)                | AB                      |
| 136                     | Kristjan Koren (SLO)                      | 88e                     |
| 137                     | Daniel Oss (ITA)                          | 9e                      |
| 138                     | Elia Viviani (ITA)                        | 108e                    |

| Lotto-Belisol LTB | Lotto-Belisol LTB       | Lotto-Belisol LTB |
| ----------------- | ----------------------- | ----------------- |
| Num               | Coureur                 | Pos               |
| 141               | André Greipel (GER)     | 52e               |
| 142               | Lars Ytting Bak (DEN)   | 141e              |
| 143               | Adam Hansen (AUS)       | 118e              |
| 144               | Gregory Henderson (NZL) | AB                |
| 145               | Vicente Reynés (ESP)    | 103e              |
| 146               | Marcel Sieberg (GER)    | 104e              |
| 147               | Jelle Vanendert (BEL)   | 92e               |
| 148               | Frederik Willems (BEL)  | 91e               |

| Movistar MOV | Movistar MOV                                | Movistar MOV |
| ------------ | ------------------------------------------- | ------------ |
| Num          | Coureur                                     | Pos          |
| 151          | Giovanni Visconti (ITA) → Champion d'Italie | 16e          |
| 152          | Andrey Amador (CRC)                         | 57e          |
| 153          | Marzio Bruseghin (ITA)                      | 115e         |
| 154          | Rui Costa (POR)                             | 51e          |
| 155          | Pablo Lastras (ESP)                         | 28e          |
| 156          | José Herrada (ESP)                          | 55e          |
| 157          | Ángel Madrazo (ESP)                         | 36e          |
| 158          | Francisco Ventoso (ESP)                     | 18e          |

| Omega Pharma-Quick Step OPQ | Omega Pharma-Quick Step OPQ | Omega Pharma-Quick Step OPQ |
| --------------------------- | --------------------------- | --------------------------- |
| Num                         | Coureur                     | Pos                         |
| 161                         | Tom Boonen (BEL)            | 22e                         |
| 162                         | Gerald Ciolek (GER)         | 142e                        |
| 163                         | Niki Terpstra (NED)         | 45e                         |
| 164                         | Matteo Trentin (ITA)        | AB                          |
| 165                         | Nikolas Maes (BEL)          | 83e                         |
| 166                         | Jérôme Pineau (FRA)         | 48e                         |
| 167                         | Peter Velits (SVK)          | 119e                        |
| 168                         | Stijn Vandenbergh (BEL)     | 84e                         |

| Project 1t4i PRO | Project 1t4i PRO          | Project 1t4i PRO |
| ---------------- | ------------------------- | ---------------- |
| Num              | Coureur                   | Pos              |
| 171              | John Degenkolb (GER)      | 5e               |
| 172              | Johannes Fröhlinger (GER) | 139e             |
| 173              | Koen de Kort (NED)        | 19e              |
| 174              | Roy Curvers (NED)         | AB               |
| 175              | Roger Kluge (GER)         | AB               |
| 176              | Tom Veelers (NED)         | 138e             |
| 177              | Simon Geschke (GER)       | 13e              |
| 178              | Ji Cheng (CHN)            | 140e             |

| Rabobank RAB | Rabobank RAB             | Rabobank RAB |
| ------------ | ------------------------ | ------------ |
| Num          | Coureur                  | Pos          |
| 181          | Lars Boom (NED)          | 32e          |
| 182          | Tom Leezer (NED)         | AB           |
| 183          | Matti Breschel (DEN)     | 31e          |
| 184          | Paul Martens (GER)       | 61e          |
| 185          | Maarten Wynants (BEL)    | AB           |
| 186          | Mark Renshaw (AUS)       | 21e          |
| 187          | Bram Tankink (NED)       | 41e          |
| 188          | Maarten Tjallingii (NED) | 62e          |

| RadioShack-Nissan RNT | RadioShack-Nissan RNT                        | RadioShack-Nissan RNT |
| --------------------- | -------------------------------------------- | --------------------- |
| Num                   | Coureur                                      | Pos                   |
| 191                   | Fabian Cancellara (SUI) → Champion de Suisse | 2e                    |
| 192                   | Daniele Bennati (ITA)                        | 10e                   |
| 193                   | Tony Gallopin (FRA)                          | 54e                   |
| 194                   | Markel Irizar (ESP)                          | 116e                  |
| 195                   | Grégory Rast (SUI)                           | 78e                   |
| 196                   | Yaroslav Popovych (UKR)                      | 79e                   |
| 197                   | Hayden Roulston (NZL)                        | 111e                  |
| 198                   | Robert Wagner (GER) → Champion d'Allemagne   | 110e                  |

| Sky SKY | Sky SKY                                  | Sky SKY |
| ------- | ---------------------------------------- | ------- |
| Num     | Coureur                                  | Pos     |
| 201     | Mark Cavendish (GBR) → Champion du monde | AB      |
| 202     | Edvald Boasson Hagen (NOR)               | 25e     |
| 203     | Bernhard Eisel (AUT)                     | AB      |
| 204     | Mathew Hayman (AUS)                      | AB      |
| 205     | Jeremy Hunt (GBR)                        | AB      |
| 206     | Thomas Lövkvist (SWE)                    | 30e     |
| 207     | Salvatore Puccio (ITA)                   | AB      |
| 208     | Ian Stannard (GBR)                       | AB      |

| Saxo Bank SAX | Saxo Bank SAX                               | Saxo Bank SAX |
| ------------- | ------------------------------------------- | ------------- |
| Num           | Coureur                                     | Pos           |
| 211           | Nicki Sørensen (DEN) → Champion du Danemark | 60e           |
| 212           | Anders Lund (DEN)                           | 67e           |
| 213           | Karsten Kroon (NED)                         | 65e           |
| 214           | Jonas Aaen Jørgensen (DEN)                  | AB            |
| 215           | Manuele Boaro (ITA)                         | 74e           |
| 216           | Michael Mørkøv (DEN)                        | 98e           |
| 217           | David Tanner (AUS)                          | AB            |
| 218           | Matteo Tosatto (ITA)                        | 72e           |

| Utensilnord Named UNA | Utensilnord Named UNA    | Utensilnord Named UNA |
| --------------------- | ------------------------ | --------------------- |
| Num                   | Coureur                  | Pos                   |
| 221                   | Paolo Bailetti (ITA)     | 96e                   |
| 222                   | Gabriele Bosisio (ITA)   | AB                    |
| 223                   | Filippo Baggio (ITA)     | 124e                  |
| 224                   | Oleg Berdos (MDA)        | 122e                  |
| 225                   | Matteo Fedi (ITA)        | AB                    |
| 226                   | Gianluca Maggiore (ITA)  | 148e                  |
| 227                   | Federico Rocchetti (ITA) | 101e                  |
| 228                   | Patxi Vila (ESP)         | 46e                   |

| Type 1-Sanofi TT1 | Type 1-Sanofi TT1          | Type 1-Sanofi TT1 |
| ----------------- | -------------------------- | ----------------- |
| Num               | Coureur                    | Pos               |
| 231               | Daniele Colli (ITA)        | AB                |
| 232               | Vegard Stake Laengen (NOR) | AB                |
| 233               | Rémi Cusin (FRA)           | 76e               |
| 234               | Julien El Fares (FRA)      | 136e              |
| 235               | Jure Kocjan (SLO)          | 135e              |
| 236               | Martijn Verschoor (NED)    | AB                |
| 237               | Georg Preidler (AUT)       | 137e              |
| 238               | Kiel Reijnen (USA)         | 75e               |

| Vacansoleil-DCM VCD | Vacansoleil-DCM VCD                        | Vacansoleil-DCM VCD |
| ------------------- | ------------------------------------------ | ------------------- |
| Num                 | Coureur                                    | Pos                 |
| 241                 | Marco Marcato (ITA)                        | 26e                 |
| 242                 | Johnny Hoogerland (NED)                    | 20e                 |
| 243                 | Kris Boeckmans (BEL)                       | 50e                 |
| 244                 | Gustav Larsson (SWE)                       | 64e                 |
| 245                 | Björn Leukemans (BEL)                      | 23e                 |
| 246                 | Pim Ligthart (NED) → Champion des Pays-Bas | 106e                |
| 247                 | Bert-Jan Lindeman (NED)                    | 125e                |
| 248                 | Frederik Veuchelen (BEL)                   | 126e                |